# حرف بصيلي
الحُرف البصيلي نوع نباتي يتبع جنس الحُرْف من الفصيلة الصليبية.

## الموئل والانتشار
ينتشر في الأراضي الرطبة في شرق أمريكا الشمالية.

## الوصف النباتي
النبات معمر. الأزهار بيضاء.